# Clerite
La clerite è un minerale appartenente al gruppo della berthierite.